# Sarah Fillier
Sarah Anne Fillier (* 9. Juni 2000 in Georgetown, Ontario) ist eine kanadische Eishockeyspielerin, die seit 2024 für die New York Sirens in der Professional Women’s Hockey League (PWHL) auf der Position der Stürmerin spielt. Fillier ist seit 2018 Mitglied der kanadischen Nationalmannschaft und Olympiasiegerin sowie mehrfache Weltmeisterin.

## Karriere
Fillier verbrachte ihre Juniorenzeit zunächst in männlichen Nachwuchsteams (North Halton Twisters, Halton Hurricanes Boys AAA) der Region Halton (Ontario). Anschließend spielte sie drei Jahre lang für die Oakville Jr. Hornets in der Provincial Women’s Hockey League und gewann mit den Hornets 2017 sowohl die Meisterschaft der Liga als auch die der Provinz Ontario. Während dieser Zeit nahm Fillier in den Jahren 2017 und 2018 jeweils an der U18-Frauen-Weltmeisterschaft teil. Diese schloss sie 2017 mit dem Gewinn der Silber- und 2018 mit der Bronzemedaille ab. Im November 2018 debütierte sie zudem beim 4 Nations Cup für die kanadische Frauennationalmannschaft.
Zum Schuljahr 2018/19 begann Fillier ein Studium der Psychologie an der Princeton University. Neben ihrem Studium spielte sie dort für das Universitätsteam, die Princeton Tigers, in der ECAC Hockey, einer Division im Spielbetrieb der National Collegiate Athletic Association. Gleich in ihrem ersten Jahr erhielt sie ob der gezeigten Leistungen mehrere Auszeichnungen der NCAA und ECAC, unter anderem als Rookie of the Year.
Zur Vorbereitung auf die Olympischen Winterspiele 2022 verbrachte sie die Saison 2021/22 zentralisiert bei Hockey Canada und setzte mit dem Studium aus. Bei der Weltmeisterschaft im August 2021 debütierte sie für das Team Canada und gewann mit dem Nationalteam ihre erste Goldmedaille.  Im Februar 2022 nahm sie an den Olympischen Winterspielen 2022 in Peking teil, erzielte acht Tore und war damit zweitbeste Torschützin des Turniers. Am Ende des Turniers gewann sie mit Kanada die olympische Goldmedaille. Im August des gleichen Jahres spielte sie an der Weltmeisterschaft 2022, gewann abermals die Goldmedaille und trug zu diesem Erfolg elf Scorerpunkte bei. 
Auch in den folgenden drei Jahren gehörte Fillier bei den jährlichen Weltmeisterschaften zum Nationalkader und gewann 2023 die Silber-, 2024 eine weitere Gold- und 2025 erneut die Silbermedaille. Zudem wurde sie 2022 und 2023 jeweils in das All-Star-Team des Turniers gewählt, sowie 2023 als Most Valuable Player und beste Stürmerin ausgezeichnet.
2024 beendete Fillier ihr Studium in Princeton und wurde anschließend wurde beim PWHL Draft 2024 als Gesamterste von den New York Sirens ausgewählt. Seither spielt sie für das Team in der Professional Women’s Hockey League.

## Erfolge und Auszeichnungen

### College
- 2019 Rookie of the Year der NCAA
- 2019 First All-Star-Team, Rookie of the Year und All-Rookie-Team der ECAC Hockey
- 2020 First All-Star-Team, Tournament MVP und All-Tournament-Team der ECAC Hockey
- 2024 First All-Star-Team der ECAC Hockey

### PWHL
- 2025 Topscorer und Rookie of the Year der PWHL[7]

### International
| - 2017 Silbermedaille bei der U18-Frauen-Weltmeisterschaft - 2018 Bronzemedaille bei der U18-Frauen-Weltmeisterschaft - 2021 Goldmedaille bei der Weltmeisterschaft - 2022 Goldmedaille bei den Olympischen Winterspielen - 2022 Goldmedaille bei der Weltmeisterschaft - 2022 All-Star-Team der Weltmeisterschaft | - 2023 Silbermedaille bei der Weltmeisterschaft - 2023 Most Valuable Player und beste Stürmerin der Weltmeisterschaft - 2023 All-Star-Team der Weltmeisterschaft - 2024 Goldmedaille bei der Weltmeisterschaft - 2025 Silbermedaille bei der Weltmeisterschaft |

## Karrierestatistik

### International
Vertrat die kanadische Nationalmannschaft bei:
| - U18-Frauen-Weltmeisterschaft 2017 - U18-Frauen-Weltmeisterschaft 2018 - Weltmeisterschaft 2021 - Olympischen Winterspielen 2022 | - Weltmeisterschaft 2022 - Weltmeisterschaft 2023 - Weltmeisterschaft 2024 - Weltmeisterschaft 2025 |

(Legende zur Spielerstatistik: Sp oder GP = absolvierte Spiele; T oder G = erzielte Tore; V oder A = erzielte Assists; Pkt oder Pts = erzielte Scorerpunkte; SM oder PIM = erhaltene Strafminuten; +/− = Plus/Minus-Bilanz; PP = erzielte Überzahltore; SH = erzielte Unterzahltore; GW = erzielte Siegtore; 1 Play-downs/Relegation; Kursiv: Statistik nicht vollständig)